# Ida Corr
Ida Corr, née le 14 mars 1977 à Århus, est une auteur-compositeur-interprète danoise de musique électronique. Elle est notable pour son travail avec Fedde le Grand pour le titre Let Me Think About It.

## Discographie

### Singles
| Année | Single                                    | Album         |
| ----- | ----------------------------------------- | ------------- |
| 2004  | U Make Me Wanna (avec Ataf Khawaja)       | Streetdiva    |
| 2005  | Make Them Beg (avec Al Agami)             | Streetdiva    |
| 2005  | Country Girl                              | Streetdiva    |
| 2006  | Lonely Girl                               | Robosoul      |
| 2006  | Late Night Bimbo (avec Bow Hunt)          | Robosoul      |
| 2007  | Let Me Think About It (vs Fedde Le Grand) | Robosoul      |
| 2008  | Ride My Tempo                             | One           |
| 2009  | Time                                      | Under the Sun |
| 2009  | I Want You                                | Under the Sun |
| 2011  | What Goes Around Comes Around             | Under the Sun |
| 2011  | Under the Sun (avec Shaggy)               | Under the Sun |
| 2011  | In The Name of Love                       | Under the Sun |
| 2016  | Good Life (Feat. Oliver Heldens)          |               |

### Clips
| Année | Titre                                       | Réalisateur               |
| ----- | ------------------------------------------- | ------------------------- |
| 2006  | Lonely Girl                                 | Malte Pedersson           |
| 2007  | Let Me Think About It                       | Marcus Adams              |
| 2008  | L-O-V-E (SugaRush Beat Company)             | Dan Hartney               |
| 2008  | They Said I Said (SugaRush Beat Company)    | Dan Hartney               |
| 2009  | Ride My Tempo                               | Mike Larsen               |
| 2009  | I Want You                                  | Peter Stenbæk             |
| 2009  | Illusion (Simon Mathew et Ida Corr)         | Din Mor                   |
| 2010  | Skrøbeligt Fundament (Støt Haiti All Stars) | Michael Sauer Christensen |